# Chytonix haba
Chytonix haba là một loài bướm đêm trong họ Noctuidae.